# Parafia Kościoła Katolickiego Mariawitów w Łodzi
Parafia Matki Boskiej Nieustającej Pomocy w Łodzi – mariawicka parafia kustodii płockiej, Kościoła Katolickiego Mariawitów w RP.
Siedzibą parafii jest kaplica domowa, znajdująca się w Łodzi, na osiedlu Stoki, przy ul. Jarowej 20. Obowiązki proboszcza pełni kapłan ludowy Aleksander Karasiewicz. Poprzednim proboszczem była siostra kapłanka Krystyna Maria Bogumiła Przyłucka (1927–1990).
Parafia w Łodzi od początku swojego istnienia (1935) była i nadal jest jedną z największych placówek Kościoła Katolickiego Mariawitów w Polsce. Liczy ponad 250 wiernych i sympatyków. Swoim zasięgiem terytorialnym obejmuje Łódź i najbliższą okolicę.
Nabożeństwa: 
- Msze Święte w niedziele i święta o godzinie 11.00
- Adoracja ubłagania 5. dnia każdego miesiąca[1].